# A-Jax
A-Jax (hangul: 에이젝스) är ett sydkoreanskt pojkband bildat 2012 av DSP Media.
Gruppen debuterade som sju medlemmar men består numer av de fem medlemmarna Hyeongkon, Yunyoung, Seungjin, Seungyeop och Junghee.

## Medlemmar
| Artistnamn   | Artistnamn | Födelsenamn     | Födelsenamn | Födelsedatum     | Medlemstid |
| Romanisering | Hangul     | Romanisering    | Hangul      | Födelsedatum     | Medlemstid |
| Nuvarande    | Nuvarande  | Nuvarande       | Nuvarande   | Nuvarande        | Nuvarande  |
| ------------ | ---------- | --------------- | ----------- | ---------------- | ---------- |
| Hyeongkon    | 형곤       | Kim Hyeong-kon  | 김형곤      | 3 december 1988  | 2012-idag  |
| Yunyoung     | 윤영       | Maeng Yun-young | 맹윤영      | 15 februari 1993 | 2012-idag  |
| Seungjin     | 승진       | Ham Seung-jin   | 함승진      | 5 oktober 1994   | 2012-idag  |
| Seungyeop    | 승엽       | Lee Seung-yeop  | 이승엽      | 23 oktober 1994  | 2012-idag  |
| Junghee      | 중희       | Jo Jung-hee     | 조중희      | 27 november 1995 | 2016-idag  |
| Tidigare     |            |                 |             |                  |            |
| Jaehyung     | 재형       | Seo Jae-hyung   | 서재형      | 2 april 1990     | 2012-2016  |
| Jihu         | 지후       | Moon Ji-hu      | 문지후      | 29 april 1991    | 2012-2016  |
| Sungmin      | 성민       | Park Sung-min   | 박성민      | 31 maj 1993      | 2012-2016  |

## Diskografi

### Album
| Albuminformation                           | Topplacering          | Topplacering   |
| Albuminformation                           | Sydkorea (Gaon Chart) | Japan (Oricon) |
| ------------------------------------------ | --------------------- | -------------- |
| 2MYX (EP-skiva) - Släppt: 15 november 2012 | 6                     | —              |
| Insane (EP-skiva) - Släppt: 11 juli 2013   | 8                     | —              |
| Snake (EP-skiva) - Släppt: 28 oktober 2013 | 13                    | —              |

### Singlar
| År        | Titel                            | Topplacering          | Topplacering   |
| År        | Titel                            | Sydkorea (Gaon Chart) | Japan (Oricon) |
| Koreanska | Koreanska                        | Koreanska             | Koreanska      |
| --------- | -------------------------------- | --------------------- | -------------- |
| 2012      | "One 4 U"                        | 167                   | —              |
| 2012      | "Never Let Go"                   | 164                   | —              |
| 2012      | "Hot Game"                       | 59                    | —              |
| 2012      | "2MYX"                           | 188                   | —              |
| 2013      | "Insane"                         | 123                   | —              |
| 2013      | "Snake"                          | 172                   | —              |
| 2014      | "Like Lovers" (med Oh Jong-hyuk) | —                     | —              |
| Japanska  |                                  |                       |                |
| 2012      | "One 4 U"                        | —                     | 29             |
| 2012      | "Hot Game"                       | —                     | 31             |